# Brennus (? – i. e. 279)
Brennus (? – i. e. 279) a kelták (gallok) dél-európai törzsrészeinek i. e. 3. században élt vezére. Felmerült, hogy a név nem tulajdonnév, hanem egyszerű parancsnoki cím, ez esetben azonos lehet Comontorius kelta királlyal, aki 200 000 emberre rugó csapat élén Kr. e. 278-ban átlépte a Dunát, és Macedoniába nyomult. A görögök sikerrel védték meg ugyan a termophülai szorost, de a gallok utat törtek maguknak az Ota-hegyen át, és megtámadták Delphoit. A görögök alig 4 ezren voltak, segítségükre volt azonban egy borzasztó vihar, amely a hegyekről sziklákat szakított le és azok a gallokra zúdultak. A gallok teljes vereséget szenvedtek, Brennus saját kezével vetett véget életének, serege pedig a visszavonulás közben pusztult el.